# District de Karcag
Le district de Karcag (en hongrois : Karcagi járás) est un des 9 districts du comitat de Jász-Nagykun-Szolnok en Hongrie. Créé en 2013, il compte 43 152 habitants et rassemble 5 localités : 2 communes et 3 villes dont Karcag, son chef-lieu.

## Localités
- Berekfürdő
- Karcag
- Kenderes
- Kisújszállás
- Kunmadaras